# 계룡중학교 (충남)
계룡중학교(鷄龍中學校)는 대한민국 충청남도 계룡시 금암동에 있는 공립 중학교이다.

## 학교 연혁
- 2005년 12월 30일 : 금암중학교 설립인가(24학급)
- 2006년 3월 2일 : 개교
- 2006년 6월 5일 : 개교식(7학급)
- 2017년 3월 1일 : 계룡중학교 교명 변경
- 2024년 3월 1일 : 제11대 이기수 교장 부임
- 2025년 1월 8일 : 제19회 졸업식(230명) [총 졸업생수 : 3343명]
- 2025년 3월 4일 : 232명 입학

## 참고 자료
- 계룡중학교 - 한국교육학술정보원 학교알리미